# 王汉川
王汉川（1950年—），文化交流学者，翻译专家。

## 经历
出生于山东省日照农村。1968年高中毕业后回乡务农，1969春参军，在解放军空军服役8年。1977夏复员回乡，1978年春考入山东大学中文系。
1982年考入中国艺术研究院研究生部电影系，师从李少白教授，1984年获硕士学位。毕业论文为《论袁牧之对有声电影艺术的贡献》。 
1991年秋赴美国俄亥俄大学艺术学院比较艺术系留学，师从沃特曼教授，1996年获博士学位。 

## 作品
编导作品：52集电视系列片《电影艺术欣赏》，由著名电影艺术家孙道临先生、潘虹女士和顾永菲女士主持）；山东电视台、中国电影艺术研究中心，1991。曾荣获山东电视台“优秀专题奖”(1991年5月)；荣获中国广播电视学会和电视教育节目研究委员会“全国第二届电视教育节目普及教育类‘光州杯’三等奖”(1991年10月)。《中国电影周报》1991年2月14日曾刊登汪岁寒教授的评论文章，题为“可贵的教材”。
电视专题片《银屏喜剧掠影》。
参与主编的图书有《中外影视名作词典》、《宗教与文化》、《基督教文化视野中的欧美文学》和《生命树书系》；译注作品有《天路历程》、《稳行高处》、《创世之光》、《生命之光》、《自由与律法之光》、《直奔永恒》和《保罗书信》、《谁可以这样爱我》、 《香草山》、《弃儿》、《心灵牧歌》等。其中《心灵牧歌》是国内首部《新约百科全书》， 包括《新约》全部经卷、最新翻译注释、地图、图表、插图和百科辞典等，被列入“凤凰好书榜五月榜”（20种），“非虚构类好书”（10种）。
王汉川曾任山东电视台和中国电影艺术研究中心特邀编导、山东大学特聘教授和研究生导师，曾任汉诺威传媒书院院长，现在主要从事经典作品的翻译介绍与影视制作和教学。 
王汉川博士和朋友联合主编的“生命树书系”于2003年在北京问世，旨在激励读者对自己“生命之树常青”的展望，帮助“一部分人在精神上先富裕起来”，推动和谐社会和全民精神文明的建设。已出版《天路历程》、《稳行高处》、《创世之光》、《生命之光》、《自由与律法之光》、《保罗书信》（上下卷）等书。 
王汉川博士翻译注释的《天路历程》被公认为“最通俗易懂的版本”。 该译注本自2002年在山东画报出版社首次出版以来，先后于2005年至2016年间在中国工人出版社、香港文化中国出版社、图源制品制作有限公司和华夏出版社出版过修订版、繁体字和研读版。迄今为止，该译本已发行数十万册。在大陆高校，已有六篇硕士学位论文和一篇博士学位论文以这部翻译作品作为探讨对象，并就译者的翻译理念和实践与其他译本进行比较研究；国内外一些著名图书馆，包括中国国家图书馆和美国国会图书馆都收藏了此书。海内外一些教会还因该书内容的属灵特色和详尽且有益的注解而用作主日学教材。
王汉川博士翻译注释的《圣经》被认为“当代汉语圣经汉译的重要篇章”。